# Халид аль-Михдар
Халид бин Мухаммад бин Абдаллах аль-Михдар (араб. خالد المحضار‎; 16 мая 1975, Мекка, Саудовская Аравия — 11 сентября 2001, Арлингтон, Виргиния, США) — террорист-смертник и авиаугонщик саудовского происхождения, связанный с Аль-Каидой. Один из 19 исполнителей терактов 11 сентября 2001 года. Один из пятерых угонщиков, захвативших самолёт Boeing 757-223 рейса American Airlines 77, врезавшийся в здание Пентагона.

## Биография

### Ранние годы
Халид бин Мухаммад бин Абдаллах аль-Михдар родился 16 мая 1975 года в городе Мекка (Саудовская Аравия). Его семья принадлежала племени курайшитов. С детства дружил с Навафом аль-Хазми.
В 1995 году Михдар и Хазми покинули свои дома и отправились в Республику Босния и Герцеговина, чтобы участвовать в Боснийской войне на стороне моджахедов. Оба были в составе группы, отправившейся на балканский полуостров. После Боснии они отправились в Афганистан вместе с младшим братом Навафа Салимом аль-Хазми, где воевали против Северного Альянса на стороне Талибана. В 1997 году Михдар сообщил своей семье, что уезжает воевать в Чечне, хотя нет подтвреждений того, что он действительно туда отправился.
В конце 1990-х годов Михдар женился на женщине по имени Хода аль-Хада, сестре своего товарища из Йемена. В браке у них родились две дочери. Благодаря этому браку Михдар стал знаком с людьми, связанными с Аль-Каидой.

### Начало подготовки к терактам
В 1990-х годах аль-Михдар провёл время в лагерях Аль-Каиды. Там они с аль-Хазми были известны, как опытные и уважаемые джихадисты, которых Усама бен Ладен ценил за боевой опыт. Халид аль-Михдар и Наваф аль-Хазми были первыми отобраны для участия в терактах 11 сентября в качестве пилотов-смертников ещё в начале 1999 года вместе с Тауфиком бин Атташем и Абу Барой аль-Йемени (члены Аль-Каиды из Йемена, которые впоследствии не смогли получить визы в США и участвовать в атаках). В период подготовки к атакам Михдар взял себе имя Синан. Директор ФБР Роберт Мюллер считает Михдара одним из лидеров и координаторов угонщиков 11 сентября.
Михдар и Хазми так стремились участвовать в операции против США, что уже вскоре получили американские визы. 7 апреля 1999 года, через день после получения нового паспорта, получил в Джидде годовую визу B-1/B-2 (туристическую/деловую) с правом многократного въезда в США. В качестве пункта назначения указал отель Sheraton в Лос-Анджелесе.
После отбора Михдар, Хазми, Атташ и аль-Йемени осенью 1999 года были отправлены в тренировочный лагерь в Мес Айнаке, где проводилась напряжённая подготовка. Курс был сосредоточен на физической подготовке, обращении с огнестрельным оружием, ближнем бою, стрельбе с мотоцикла и ночных операциях.
После Мес Айнака Хазми, Атташ и аль-Йемени были направлены в город Карачи (Пакистан), где координатор терактов 11 сентября Халид Шейх Мохаммед обучал их западной культуре, путешествиям и английскому языку. Михдар не поехал вместе с ними. Мохаммед утверждает, что в 1999 году никогда не встречался с Михдаром, но предположил что об операции с самолётами его проинформировали Усама бен Ладен и Мухаммед Атеф (военачальник Аль-Каиды, убитый в ноябре 2001 года в результате бомбардировки в Афганистане), тем самым освободив Михдара от учений в Карачи.
После учений Хазми, Атташа и аль-Йемени в Карачи, Мохаммед отправил их вместе с Михдаром в Малайзию на саммит. 
По данным Халида Шейха Мохаммеда, Халид аль-Михдар и Наваф аль-Хазми должны были использовать йеменские документы для перелёта в Малайзию, затем проследовать в США, используя саудовские паспорта, чтобы скрыть свои предыдущие поездки в Афганистан и обратно. В конце 1999 года Михдар вернулся в Йемен.

### 2000
4 января 2000 года Халид аль-Михдар вылетел из Йемена в Дубай (ОАЭ), где провёл ночь в гостиннице. 5 января отправился в столицу Малайзии Куала-Лумпур, где уже находились Хазми, Атташ и аль-Йемени. Также там, предположительно, присутствовали младший брат Навафа Салим аль-Хазми и член «гамбургской ячейки» Рамзи бин аль-Шибх (он же предполагаемый «двадцатый угонщик», который впоследствии не смог принять участие в атаках).
Группа должна была встретиться с лидером радикальной исламистской организации Джемаа Исламия, азиатского филиала Аль-Каиды. Во время саммита Аль-Каиды в Малайзии, предположительно, были согласованы многие ключевые детали атак 11 сентября.
В Малайзии группа остановилась у одного из членов Джеммы Исламии. Власти Малайзии сообщили, что Михдар долго разговаривал с людьми, в дальнейшем оказавшимися причастными к взрыву на американском корабле «Коул» 12 октября 2000 года.
8 января Михдар и Хазми отправились в Бангкок (Тайланд). Там Атташ отвёз их в один отель. Вскоре оба переехали в другой отель, где находился Атташ.

#### США
15 января 2000 года Халид аль-Михлар и Наваф аль-Хазми прибыли в США рейсом из Бангкока в международный аэропорт Лос-Анджелес (штат Калифорния). Мужчины были допущены в Соединённые Штаты сроком на 6 месяцев в качестве туристов. 1 февраля они встретились с Омаром аль-Байоми (гражданин Саудовской Аравии) в ресторане в Венисе (район в Лос-Анджелесе).
К 4 февраля Михдар и Хазми уже перебрались из Лос-Анджелеса в Сан-Диего, поскольку в тот день они отправлялись в местный Исламский центр, чтобы найти Байоми и воспользоваться его предложением о помощи. Возможно, в Сан-Диего их привёз студент йеменского университета по имени Мохдар Абдулла. Байоми помог Михдару и Хазми найти квартиру, стал соавтором их договора аренды и дал 1500 долларов на её оплату.

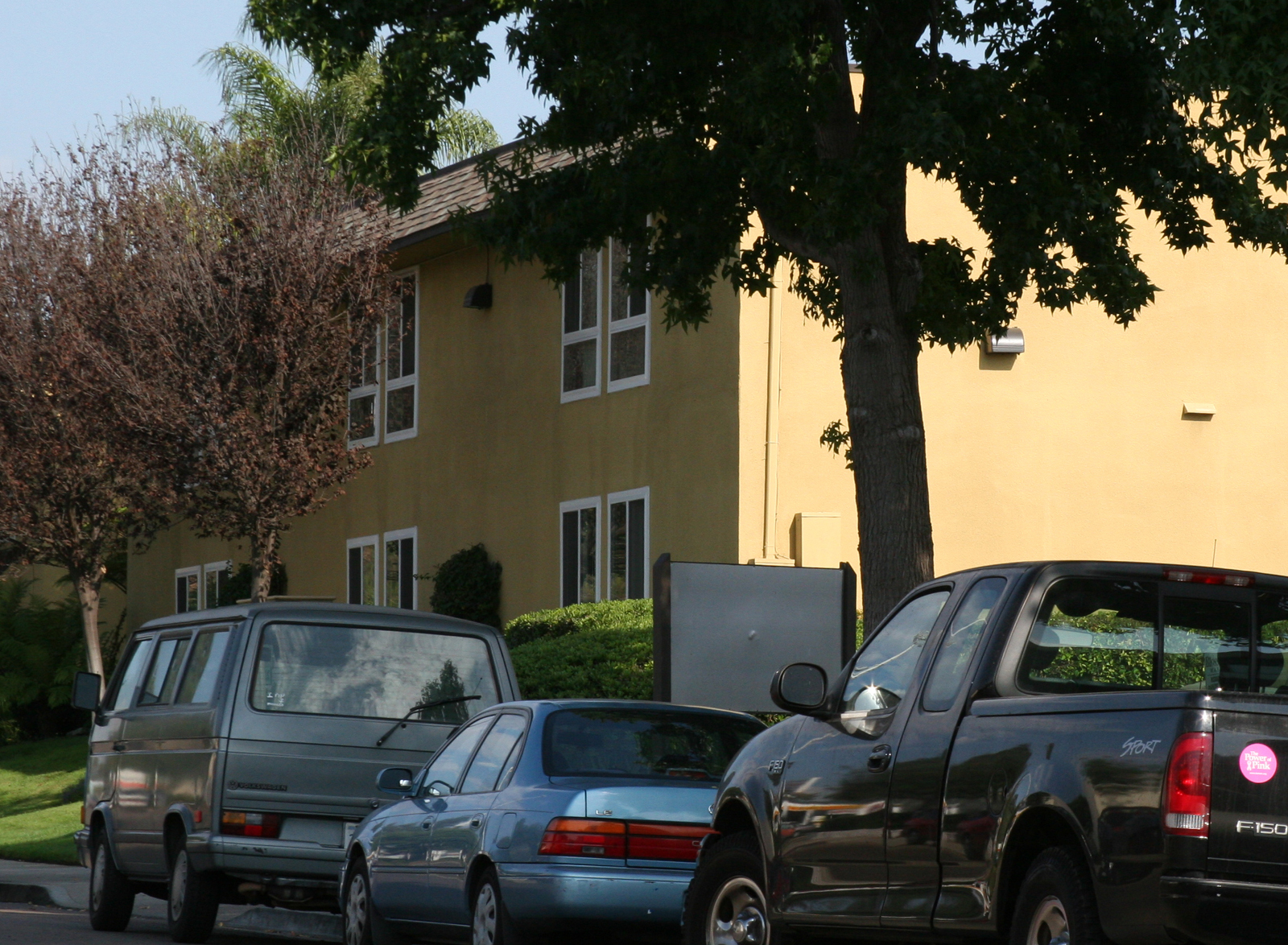
Жилой комплекс Parkwood Apartments в Клермонт-Меса (Сан-Диего), в котором Халид аль-Михдар и Наваф аль-Хазми жили с февраля по май 2000 года

В начале февраля Михдар и Хазми сняли квартиру в жилом комплексе Parkwood Apartments в Клермонт-Меса (район в Сан-Диего). Соседи считали Михдара и Хазми странными, т. к. в их квартире не было мебели, и они спали на матрасах на полу, при этом носили с собой портфели, использовали мобильные телефоны, и их даже подвозил лимузин. По словам соседей, мужчины также играли в видеоигры с авиасимуляторами. Михдара описывали, как мрачного и задумчивого человека, презиравшего американскую культуру. Он также купил поддержанную Toyota Corolla 1988 года выпуска.
27 апреля 2022 года американский телеканал CBS опубликовал видеозапись вечеринки на квартире Халида аль-Михдара и Навафа аль-Хазми в феврале 2000 года, которую организовал Омар аль-Байоми. На нескольких кадрах запечатлены Михдар, находящийся на кухне, и Байоми. Хазми не попал в объектив камеры. Сообщается, что запись была получена британской полицией через 2 недели после терактов. На данной вечеринке, организованной Байоми вскоре после переезда Михдара и Хазми, присутствовали около 20 мужчин из мусульманской общины. Видеосъёмку вёл один из её участников по имени Бин Дон на камеру Байоми по его же просьбе. Михдар и Хазми всё это время провели в одиночестве за кадром.
Сразу же после переезда Михдар и Хазми стали искать другое жильё. Байоми они говорили, что имеющаяся у них квартира слишком дорогая. Возможно, они также сомневались в целесообразности жить так близко к Байоми, который, по мнению Хазми, мог быть саудовским шпионом. Спустя чуть больше недели после переезда они подали заявление о намерении съехать в течение 30 дней. Судя по всему, Байоми одолжил им свой мобильный телефон, чтобы они могли поискать варианты для нового жилья.
Первая попытка съехать прошла неудачно. Знакомый договорился с арендодателем, что Михдхар будет жить в его квартире. Михдхар внес залог в размере 650 долларов и подписал договор аренды на квартиру, который вступал в силу 1 марта. Несколько недель спустя Михдхар потребовал вернуть ему залог, заявив, что в квартире слишком грязно, и он не будет там жить. Когда арендодатель отказался вернуть залог, Михдхар, по словам арендодателя, разозлился, стал вести себя агрессивно, разглагольствовал и бредил.
В Сан-Диего Михдар и Хазми имели близкие отношения с исламским проповедником и джихадистом Анваром аль-Авлаки. Оба посещали мечеть, которой руководил Авлаки, и слушали его проповеди.
5 мая 2000 года Михдар и Хазми брали уроки в лётном клубе Sorbi (аэродром Монтгомери в Сан-Диего). Михдар управлял самолётом в течение 42 минут. 10 мая мужчины брали дополнительные уроки. В первый же день террористы заявили, что хотят научиться управлять лайнером Boeing. Однако из-за плохого знания английского языка они не преуспели в полётах. Преступники вызвали подозрения у своего лётного инструктора Рика Гарзе, когда предложили ему дополнительные деньги за обучение, но тот отказался от предложения. Гарза описывал Михдара и Хазми, как нетерпеливых студентов, которые хотели поскорее научиться управлять самолётами, в частности лайнером Boeing. Другие лётные инструкторы, работавшие с Михдаром и Хазми, запомнили их, как плохих учеников, которые были сосредоточены на самом процессе полёта и не хотели обучаться взлёту и посадке. К концу мая мужчины отказались от лётной подготовки.
В мае 2000 года Михдар и Хазми съехали из аппартаментов в Клермонте и переехали в соседний город Лемон-Гроув (Калифорния). Они нашли комнату в доме  пожилого иммигранта из Индии и доктора Абдуссаттара Шейха (род. 1935), с которым познакомились в мечети в Сан-Диего. Мужчины въехали в дом 10 мая. Михдар проживал там до 9 июня.
Абдуссаттар Шейх оказался информатором ФБР. Однако он не предоставил информацию о Михдаре и Хазми Стивену Батлеру, с которым контактировал в ФБР. Батлер утверждает, что имена Халид и Наваф были упомянуты вскользь. Шейх сказал ему, что они студенты, проживавшие у него дома, но не ответил на вопрос об их фамилиях. Батлер также не знал, что они проходили лётную подготовку. Он был лишь в курсе того, что Михдар и Хазми не занимались политикой и не делали ничего подозрительного.
Шейх описывал Михдара и Хазми, как тихих, религиозных и вдумчивых людей. Они сказали ему, что хотят выучить английский язык, пользовались его компьютером, но всегда выходили на улицу, чтобы позвонить с мобильного, и никогда не звонили по стационарному телефону Шейха. Хотя Шейх предлагал им комнаты бесплатно, мужчины настояли на том, чтобы платить ему 300 долларов в месяц за аренду. По его словам, Михдар сильно скучал по дому у себя на родине. «Они были милыми, но не из тех, кого можно назвать экстравертами», — сказал Шейх в интервью газете The San Diego Union-Tribune после терактов.
Согласно отчёту Комиссии 9/11, Михдар, вероятно, думал о своей семье, оставшейся в Йемене, о чём свидетельствуют звонки, которые он делал с телефона в квартире. Когда пришло известие о рождении его первого ребёнка, он больше не мог выносить жизнь в Калифорнии. В конце мая 2000 года Михдар закрыл свой банковский счёт. 2 июня перезаписал регистрацию своего автомобиля на Хазми.
10 июня Михдар покинул Соединённые Штаты, направившись в Йемен, чтобы навестить жену, вопреки желанию Халида Шейха Мохаммеда, который хотел, чтобы Михдар остался помогать Хазми адаптироваться. Мохаммед был разгневан из-за этого и даже решил исключить Михдара из заговора 11 сентября, но его решение было отклонено бен Ладеном. В конце 2000 года вернулся в Саудовскую Аравию, остановившись у своего кузена в Мекке.

### 2001
В феврале 2001 года аль-Михдар вернулся в Афганистан, возможно, через иранскую границу после перелёта из Сирии. 10 июня вернулся в Саудовскую Аравию, где подал заявку на повторный въезд в США через программу Visa Express. В заявлении указал, что собирался остановиться в отеле Marriott в Нью-Йорке, а также ложно заявил, что никогда не был в Соединённых Штатах. В том же месяце получил новый паспорт.
4 июля 2001 года аль-Михдар вернулся в США, прибыв в международный аэропорт имени Джона Кеннеди в Нью-Йорке. По прибытии не стал регистрироваться в отеле Marroitt, провёл ночь в другом отеле города. Цифровая копия одного из паспортов Михдара позже была обнаружена во время обыска в конспиративной квартире Аль-Каиды в Афганистане. В ней были поддельные и изменённые штампы. Когда Михдар был допущен в Соединённые Штаты, иммиграционные инспекторы не были обучены находить такие признаки в паспортах.
В июле 2001 года Халид аль-Михдар, также как и шестеро других угонщиков (Мухаммед Атта, Абдулазиз аль-Омари, Ахмед аль-Гамди, Маджед Мокид, братья Наваф и Салим аль-Хазми), приобрёл удостоверение личности в туристическом агентстве Apollo Travel в Уэст-Патерсоне (штат Нью-Джерси). Все кроме Атты, получившего удостоверение штата Флорида, получили удостоверение Нью-Джерси.
Михдар также купил поддельное удостоверение личности за 35 долларов в компании All Servies Plus (округ Пассейик, Нью-Джерси). Эта же компания выдала поддельные документы Абдулазизу аль-Омари. В марте 2003 года руководитель данной компании Мохамед эль-Атрисс, продавший им удостоверения, получил 5 лет лишения свободы условно и штраф в размере 15 000 долларов.
1 августа Халид аль-Михдар и Хени Хенджор отправились в штат Вирджиния для получения поддельных документов. Они прибыли в город Фолс-Черч и посетили магазин 7-Eleven, где работала нелегальная компания, продававшая поддельные документы. На парковке возле данного магазина мужчины встретили нелегального иммигранта из Сальвадора по имени Луис Мартинес-Флорес, которому заплатили 100 долларов, чтобы он поручился, что Михдар и Хенджор жители Вирджинии. В тот же день они вместе поехали в соседний город Спрингфилд и посетили офис Департамента транспортных средств в местном торговом центре Springfield Mall, где Мартинес предоставил ложный адрес на шоссе Лисбург-Пайк в Фолс-Черче и подписал документы, подтверждавшие проживание Михдара и Хенджора по этому адресу. Благодаря нормативно заверенному проживанию в Вирджинии Хенджор и Михдар смогли получить удостоверения личности штата и водительские права.
По показаниям Мартинеса, уже на следующий день Михдар и Хенджор самостоятельно прибыли в офис DMV в Спрингфилде и подписали документы, подтверждавшие проживание в Вирджинии двоих других угонщиков Маджеда Мокида и Салима аль-Хазми.
Мартинес-Флорес был задержан на следующий день после терактов. В ходе допроса он заявил о готовящихся терактах на восточном побережье. В частности, он сообщил, что, по его мнению, должны быть совершены нападения на здания Федеральной резервной системы, правительственные учреждения и стадионы в Бостоне, Ричмонде и Атланте. Эти сообщения оказались ложными. 6 декабря 2001 года Мартинес признал себя виновным. 15 февраля 2002 года приговорён к 21 месяцу тюремного заключения за оказание помощи террористам и дачу ложных показаний.
В августе 2001 года Михдар и Хазми несколько раз посещали библиотеку университета Уильяма Патерсона в Уэйне (Нью-Джерси), где использовали компьютеры для поиска информации в интернете о путешествиях и бронировании билетов. 24 августа Михдар и Мокид попытались купить билеты у онлайн-продавца билетов American Airlines, но столкнулись с техническими трудностями и отказались от этой затеи. 25 августа они забронировали билеты на рейс AA77, используя кредитную карту Мокида. Однако транзакция не была полностью завершена, т. к. адреса выставления счетов и доставки билетов не совпадали.
31 августа Михдар закрыл свой счёт в банке Hudson United Bank, открытый ещё в июле после возвращения в США. Был вместе с Хенджором, когда тот 1 сентября снимал деньги в банкомате в Патерсоне. 2 сентября Михдар, Мокид и Хенджор отправились в штат Мэриленд, остановились в бюджетных мотелях в Лореле.
Со 2 по 6 сентября Халид аль-Михдар, также как и другие угонщики рейса 77, посещал спортзал Gold's Gym в Гринбелте (Мэриленд). Михдар, Мокид и Хенджор купили недельные абонементы за 30 долларов и приходили иногда в компании одного из братьев аль-Хазми, которые купили абонементы за 10 долларов. 5 сентября Михдар и Мокид отправились в международный аэропорт Балтимор-Вашингтон, где забрали билеты на рейс 77, заплатив за них 2300 долларов наличными.
10 сентября Халид аль-Михдар, Наваф аль-Хазми и Хени Хенджор зарегистрировались в отеле Marriott в Херндоне (Вирджиния) недалеко от международного аэропорта имени Даллеса (в районе Вашингтона). В ту же ночь там остановился видный чиновник правительства Саудовской Аравии Салех Хусайен, который после терактов 11 сентября также попал под подозрение.

### Теракты
Утром 11 сентября 2001 года в 06:22 Михдар, Хазми и Хенджор выписались из отеля и направились в аэропорт имени Даллеса. В 07:15 Халид аль-Михдар и Маджед Мокид зарегистрировались на рейс AA77 и в 07:18 прошли к зоне досмотра. При проходе через металлодетектор у обоих мужчин сработал предупреждающий сигнал, после чего террористы были подвергнуты ручному досмотру. По тогдашним правилам Федерального управления гражданской авиации пронос ручной клади ножей с лезвием до 4 дюймов был разрешён. Досмотр проводила фирма «Argenbright Security», работавшая по контракту с авиакомпанией United Airlines.
Михдар также, как и Хенджор и Мокид, был выбран по критериям системы компьютерного скрининга пассажиров («Computer Assisted Passenger Prescreening System (CAPPS)») для дополнительного осмотра, хотя он был без багажа. В 07:50 Михдар прошёл на посадку в самолёт, заняв место 12B в эконом-классе рядом с Мокидом, севшим на место 12A.
Рейс American Airlines 77 вылетел в 08:20 с 10-минутной задержкой, направившись в Лос-Анджелес. Комиссия 9/11 считает, что захват самолёта произошёл между 08:51 и 08:54. В отличие от рейсов AA11, UA175 и UA93, сообщений о ранениях кого-либо не поступало. Скорее всего, террористы согнали всех пассажиров и членов экипажа в хвостовую часть самолёта, позволив Хени Хенджору взять на себя управление. Согласно звонкам заложников, у захватчиков с собой были ножи и ножницы. Последняя радиосвязь рейса 77 с авиадиспетчерами была в 08:50, а в 08:54 лайнер стал отклоняться от курса.
В 09:37:46 рейс AA77 (под управлением Хени Хенджора) на скорости около 530 миль в час (850 км/ч) врезался в западный фасад здания Пентагона. Удар произошёл на уровне 1 этажа. В 10:10 верхние этажи здания обрушились. Помимо 64 человек на борту самолёта (в том числе 5 террористов) погибли ещё 125 человек в самом здании, 106 человек пострадали. Останки Халида аль-Михдара, также как и других угонщиков, были отделены от других погибших методом исключения и переданы ФБР в качестве вещественных доказательств.

## Родственники
Тесть Михдара Ахмад аль-Хада – боевик Аль-Каиды из Йемена. В 1990-е годы, после того, как Михдар женился, Хода помогал ему налаживать связи с Аль-Каидой.
Зять Михдара Ахмед аль-Дарби – гражданин Саудовской Аравии, задержанный в Азербайджане в июне 2002 года. После ареста содержался в тюрьме Гуантанамо, где ему были предъявлены обвинения в нападении на французский нефтяной танкер в октябре 2002 года, конкретно: в сговоре с другими лицами с целью заговора и оказание материальной поддержки терроризму. В феврале 2014 года признал себя виновным перед военной комиссией Гуантанамо. В мае 2018 года освобождён из Гуантанамо и передан Саудовской Аравии.

## Работа разведки
В 1997 году Халид аль-Михдар и Наваф аль-Хазми впервые привлекли внимание саудовской разведки, которая считала, что оба мужчины причастны к контрабанде оружия. В 1998 году их рассматривали, как возможных соучастников взрывов посольств США в восточной Африке, из-за того, что участник этих взрывов Мухаммед аль-Охали после своего ареста дал ФБР номер телефона тестя Михдара аль-Хады.
В конце 1999 года саудовская разведка проинформировала ЦРУ во время встречи в Эр-Рияде о причастности Михдара и Хазми к Аль-Каиде. Основываясь на информации, полученной в 1998 году, Агентство национальной безопасности стало отслеживать сообщения тестя Михдара аль-Хады. АНБ проинформировало ЦРУ о предстоящем саммите в Малайзии, в котором, исходя из сообщений аль-Хады, должны были участвовать Михдар и братья аль-Хазми.
4 января 2000 года, когда Михдар останавливался в Дубае, ЦРУ проникло в его гостиничный номер и сделало фотокопию его паспорта, которая впоследствии была передана отделению ЦРУ Алека, занимавшемуся слежением за Аль-Каидой и поиском Усамы бен Ладена. Во время пребывания в Малайзии Михдар и Хазми были тайно сфотографированы властями по просьбе ЦРУ. Также премьер-министр Йемена Абдель аль-Арьяни сообщил, что Михдар был одним из ключевых планировщиков вышеупомянутой атаки на корабль «Коул».
23 августа 2001 года в госдепартамент и службу иммиграции и натурализации была отправлена записка с предложением включить аль-Михдара и аль-Хазми в списки наблюдения. Тогда же, 23 августа, Моссад передал ЦРУ список из 19 имён предполагаемых террористов, планировавших атаки на территории США в ближайшем будущем. В этом списке были имена Мухаммеда Атты, Марвана аш-Шеххи, Халида аль-Михдара и Навафа аль-Хазми. В тот же день Михдар и Хазми были включены в список наблюдения INS для предотвращения их повторного въезда в США. Также 23 августа ЦРУ сообщило ФБР, что у Михдара есть виза в США, полученная в июле 2001 года в Джедде. 24 августа ФБР получило от посольства в Джедде копию заявления Михдара на получение визы.
30 августа ФБР связалось с отелем Marriott с просьбой проверить записи о гостях. 5 сентября из отеля сообщили, что Михдар у них не регистрировался. За день до терактов агент в офисе ФБР в Нью-Йорке попросил коллег из отделения в Лос-Анджелесе проверить все местные отели Sheraton и бронирования в авиакомпаниях Lufthansa и United Airlines, которыми Михдар пользовался для въезда в страну. Ни сеть по борьбе с финансовыми преступлениями при министерстве финансов, ни группа по финансовому надзору ФБР, которые имеют доступ к кредитным картам и прочим частным финансовым записям, не были уведомлены о Михдаре до 11 сентября.
Внутренняя проверка после терактов показала, что розыск Михдара и Хазми не был тщательным и успешным. ФБР не искало данные кредитных карт, банковских счетов и регистраций автомобилей. Мужчины даже были указаны в телефонной книге Сан-Диего за 2000–2001 годы, однако эти данные не были проверены до терактов. Хазми и Михдар не были внесены в списки розыскиваемых террористов. ЦРУ и АНБ не предупреждали о них ФБР, иммиграционную службу и местные правоохранительные органы.
Руководство ЦРУ было подвергнуто жёсткой критике за то, что не сделали всё возможное для противодействия терактам 11 сентября, в частности за то, что Михдар и Хазми не были задержаны при въезде в США, и информация о них не была передана ФБР.
Михдар и Хазми приобретали билеты на рейс 77 в интернете, используя кредитные карты и свои настоящие имена, что, в свою очередь, не вызвало подозрений, поскольку Федеральное управление гражданской авиации не было уведомлено об их нахождении в розыске по подозрению в связях с терроризмом.
Что касается отказа ЦРУ информировать ФБР о Михдаре и Хазми, журналист и писатель Лоуренс Райт считает, что ЦРУ хотело защитить свою территорию и было обеспокоено передачей конфиденциальной информации Джону О'Нилу (агент ФБР, после службы работавший начальником безопасности во Всемирном торговом центре и погибший там во время терактов 11 сентября), которого Майкл Шойер (начальник выше упомянутого отдела ЦРУ Алека) описывал, как двуличного человека. Райт также предполагает, что ЦРУ рассматривало возможность вербовки Михдара и Хазми с целью получения разведданных об Аль-Каиде.

## Ошибочная идентификация
19 сентября 2001 года Федеральная корпорация по страхованию вкладов распространила специальное предупреждение, в котором говорилось, что Халид аль-Михдар жив. 23 сентября BBC опубликовало статью, в которой также говорилось, что он жив. Помимо этого, в ходе первоначального расследования выяснилось, что арестованный радиолог из Сан-Антонио (штат Техас) по имени Бадр Мухаммед Хазми регулярно использовал имя Михдара.
20 сентября представители ФБР и посольства Саудовской Аравии в Вашингтоне заявили, что некоторые террористы использовали поддельные документы. 22 сентября ФБР также признало, что процесс идентификации угонщиков осложнён тем, что многие арабские имена похожи.
Позже немецкая газета «Der Spiegel», проводившая расследование заявлений BBC о «живых» угонщиках, обнаружила, что это были случаи ошибочной идентификации.
В 2002 году официальные лица Саудовской Аравии заявили, что имена террористов были указаны верно, и что 15 из 19 угонщиков действительно были гражданами Саудовской Аравии.
В 2006 году в ответ на теории заговора о терактах 11 сентября, возникшие вокруг первоначальной статьи о «живых» террористах, BBC заявила, что путаница возникла из-за распространённых арабских имён, и что более поздние репортажи об угонщиках самолётов заменили первоначальные.